# Prix Diagonale
Les Prix Diagonale sont des récompenses culturelles de bande dessinée, décernées à Louvain-la-Neuve entre 2008 et 2018. Ces distinctions honorent un auteur, un album et une série. Ils prennent le nom de Prix Diagonale-Le Soir en 2013 et, à partir de 2019, ils deviennent les Prix Rossel de la bande dessinée.

## Histoire
Les distinctions récompensent chaque année un album, une série et un auteur pour l'ensemble de son œuvre. En 2008, les catégories étaient le prix du meilleur album (Prix de la ville d'Ottignies-Louvain-la-Neuve), celui du meilleur album étranger traduit en français (Prix de la Province du Brabant wallon), enfin celui récompensant un auteur pour l'ensemble de son œuvre (Grand Prix). En 2013, les prix Diagonale représentent une dotation de 120 000 €. Cette même année, la catégorie « meilleur album étranger disparaît », remplacée par le prix de la meilleure série. En 2014, chaque prix représente 2 000€, sauf le prix de la jeune création.
Fondés en 2008 à l'initiative du scénariste Jean Dufaux pour valoriser les créations belges, les prix sont décernés à Louvain-la-Neuve, où se trouve le Musée Hergé. Jean Dufaux s'associe à l'origine avec d'autres auteurs comme Jean Van Hamme, Raoul Cauvin, Christian Denayer et le journaliste Daniel Couvreur. Le jury s'exprime en toute indépendance par rapport aux éditeurs ; chaque année, les lauréats du grand prix rejoignent le jury. En 2015, les prix deviennent l'occasion d'un festival dont les animations sont gratuites et orientées vers les familles. À partir de 2013, le journal quotidien Le Soir s'associe à l'évènement, ainsi que la Fondation Raymond Leblanc qui, depuis 2007, décerne des prix en faveur des nouveaux créateurs : les Prix Raymond Leblanc ; le prix Diagonale devient alors le « prix Diagonale-Le Soir ». Le festival de bande dessinée, nommé Louvain-les-Bulles, prend fin en 2018 : l'échevin de la Culture d'Ottignies-Louvain-la-Neuve annonce que l'évènement « devenait trop lourd, trop important ».
Après l'échec d'un rapprochement avec la Fête de la BD de Bruxelles, la Fondation Raymond Leblanc quitte l'association pour s'intégrer aux prix Atomium.
En 2018, le prix prend le nom de Prix Rossel de la bande dessinée et change de statut pour restreindre sa portée à des auteurs belges ou résidant en Belgique depuis 5 ans ; la présidence passe à Bernard Hislaire et le grand prix alternera entre auteurs et autrices. La première édition de ce prix a lieu en mai 2019.

## Palmarès

### 2008
En 2008, les récompenses sont :
- Grand Prix du jury : Midam
- prix du meilleur album : Le Journal d'un ingénu, une aventure de Spirou d'Émile Bravo
- prix du meilleur album étranger : Max Fridman, tome 4 : No Pasaran de Vittorio Giardino

### 2009
Palmarès 2009 :
- Grand Prix du jury : Hermann
- meilleur album : Jolies Ténèbres de Fabien Vehlmann et Kerascoët
- meilleur album étranger : Medz Yeghern : le grand mal de Paolo Cossi

### 2010
Palmarès 2010 :
- Grand prix du jury : Jean-Claude Servais
- meilleur album : Lydie de Zidrou et Jordi Lafebre
- meilleur album étranger : Jazz Maynard, tome 4 de Raule et Roger Ibañez Ugena

### 2011
Palmarès 2011 :
- Grand prix du jury : Dany
- meilleur album : Page noire, de Ralph Meyer, Denis Lapière et Frank Giroud
- meilleur album étranger : État de veille de Davide Reviati

### 2012
Palmarès 2012 :
- Grand Prix Diagonale de la ville d’Ottignies-Louvain-la-Neuve : Maryse et Jean-François Charles
- meilleur album : La Douceur de l’enfer d'Olivier Grenson
- meilleur album étranger : Dong Xoai, Vietnam 1965 de Joe Kubert

### 2013
Palmarès 2013 :
- Grand prix du jury : Cosey[3]
- meilleur album : Un printemps à Tchernobyl d'Emmanuel Lepage
- meilleure série : Seuls de Fabien Vehlmann et Bruno Gazzotti

### 2014
Palmarès 2014 : 
- Grand prix du jury : Bernard Hislaire
- meilleur album : Melvile de Romain et Claude Renard
- meilleure série : Murena de Jean Dufaux et Philippe Delaby

### 2015
Palmarès 2015 : 
- Grand prix du jury : Étienne Davodeau
- meilleur album : Le Château des étoiles d'Alex Alice
- meilleure série : Gung Ho de Thomas von Kummant et Benjamin Von Eckartsberg
- Prix Raymond Leblanc : Aude Mermilliod pour Les reflets changeants

### 2016
Palmarès 2016 : 
- Grand prix du jury : François Walthéry[19]
- meilleur album : Facteur pour femmes de Didier Quella-Guyot et Sébastien Morice
- meilleure série : Amours fragiles de Philippe Richelle et Jean-Michel Beuriot

### 2017
Palmarès 2017 : 
- Prix spécial 10 ans : Philippe Geluck
- Grand prix du jury : Philippe Berthet
- meilleur album : Monsieur désire ? de Virginie Augustin et Hubert
- meilleure série : Gus, de Christophe Blain

### 2018
Palmarès 2018 : 
- Grand prix du jury : Catel Muller
- meilleur album : Cinq branches de coton noir d'Yves Sente et Steve Cuzor
- meilleure série : Jérôme K. Jérôme Bloche d'Alain Dodier

### Éditions suivantes
Voir Prix Victor Rossel#Prix Rossel de la bande dessinée.